# Élément de réponse (biologie moléculaire)
Pour les articles homonymes, voir Élément de réponse et HRE.
Un élément de réponse (en anglais, response element [RE] ou hormone response element [HRE]) est, en biologie moléculaire, une courte séquence nucléotidique présente dans l'ADN, généralement au niveau des promoteurs des gènes, capable d'être reconnue et liée par un facteur de transcription donné, de manière plus ou moins spécifique.

## Structure
Les éléments de réponse ont généralement une taille allant de quatre à une petite vingtaine de paires de bases, et sont le plus souvent composés de deux parties distinctes (appelées hémi-site) étant reconnue chacune par le domaine de liaison à l'ADN d'un monomère du facteur de transcription. Les hémi-sites peuvent être :
- des répétitions directes, ou direct repeats ;
- des répétitions inversées, ou inverse repeats, dont les séquences palindromiques sont un cas particulier.

## Différents types d'éléments de réponse de l'ADN

### Élément de réponse aux hormones ou HRE
Un élément de réponse classique est celui du récepteur des glucocorticoïdes ou GRE (pour glucocorticoid receptor responsive element) reconnu spécifiquement grâce à sa séquence 5'-AGAACAnnnTCTTGT-3'. On peut noter qu'il est différent de celui du récepteur des œstrogènes, un autre membre de la famille des récepteurs des stéroïdes dont la séquence est 5'-AGGTCAnnnTGACCT-3'.

### Élément de réponse des autres types de facteurs de transcription
Il existe globalement des séquences spécifiques de chaque grande famille de facteur de transcription (par exemple p53, CREB, STAT...)

## Fonction
La fonction des éléments de réponse est de permettre la régulation de l'expression des gènes par des facteurs de transcription spécifiques qui vont s'y lier et coordonner le recrutement du complexe de l'ARN polymérase permettant la transcription du gène en ARN messager afin de synthétiser les protéines correspondantes.
Un élément de réponse peut être également répresseur, il est alors dit negative responsive element (nRE), et lier des facteurs de transcription (généralement de composition différente) inhibant alors le gène.